# Mohylník Jarohněvice
Mohylník se rozkládá v západní části lesa Obora v katastrálním území Kotojedy jihovýchodně od obce Jarohněvice v okrese Kroměříž. Archeologická lokalita je chráněna jako kulturní památka České republiky.

## Historie
V lokalitě Obora se nachází středověké mohylové pohřebiště mohylník s kostrovým způsobem pohřbívání. Mohylník objevil Jindřich Wankel v roce 1884. Objevil celkem sedmnáct mohyl a čtyři z nich prozkoumal. O několik let později bylo prozkoumáno dalších jedenáct mohyl Františkem Přikrylem. V roce 1892 proběhl výzkum dalších dvou mohyl, které byly objeveny u Drahlova. Archeologická lokalita byla do státního seznamu kulturních památek zapsána v roce 1973.

## Popis
Mohyly z období 9. a začátku 10. století, které původně ležely ve čtyřech řadách, dosahovaly do výšky až 70 cm a šířky až deset metrů. Hroby byly uloženy pod úrovni terénu. Kostry v hrobech byly orientovány ve směru západ–východ. Mohyly obsahovaly mnoho archeologických artefaktů s převahou keramiky. Mezi nálezy byly například meč, dále ostruhy, sekery, železné kopí, hroty šípů, nůž, náušnice, bronzový prsten, kování vědérka a keramické nádoby.
V lokalitě je možné vidět třináct mohyl a archeologické nálezy jsou uloženy v Muzeu Kroměřížska a Vlastivědném muzeu v Olomouci.